# Fredericus Henricus Maria van Straelen
Fredericus Henricus Maria van Straelen (Utrecht, 16 settembre 1899 – Waalre, 14 marzo 1987) è stato un ammiraglio olandese, che durante la seconda guerra mondiale fu comandante della torpediniera Bouclier e poi dello sloop Flores, partecipando a numerose scorte ai convogli nell'Oceano Atlantico durante la Battaglia dell'Atlantico.

## Biografia
Nato a Utrecht il 16 settembre 1899, quarto figlio di Bernardus Cornelis van Straelen e Paulina Maria Dymphna Verlegh. Come suo fratello maggiore Philippus Bernardus Maria van Straelen frequentò il Koninklijk Instituut voor de Marine di Willemsoord. Uscitone con il grado di guardiamarina prestò servizio come ufficiale sulle navi della Koninklijke Marine Hydra, Willem van Ewijck (dragamine), e poi, promosso Luitenant ter zee 1e Klasse il 17 agosto 1933, come comandante dell'Abraham van der Hulst (5 luglio 1938-9 settembre 1939).

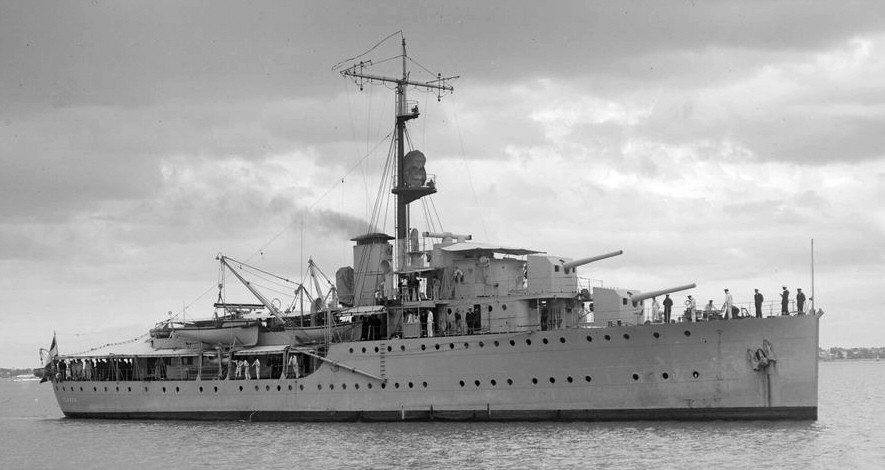
Lo sloop Hr.Ms. Flores.

Dopo la sconfitta del maggio 1940 fuggì in Gran Bretagna continuando a combattere nel teatro operativo europeo. Il 23 novembre 1940 gli fu affidato il comando della Bouclier, distintivo ottico H 20, una ex torpediniera francese Classe La Melpomène catturata dagli inglesi e data in affidamento alla marina olandese fino al gennaio 1941, quando fu restituita alla forze della Francia Libera. Il 7 gennaio 1941 assunse il comando dello sloop Flores, distintivo ottico F 66, mantenendolo fino all'11 gennaio 1943. Tra il 1940 e il 1945 effettuò numerose missioni in Atlantico di scorta ai convogli che trasportavano rifornimenti, e poi truppe, tra gli Stati Uniti d'America e l'Europa. Il 1 gennaio 1942 era stato insignito della Distinguished Service Order per il coraggio dimostrato durante le operazioni di scorta in Atlantico e il 16 agosto 1944 fu promosso Kapitein-ter Luitenant zee. Dopo la fine del conflitto prese parte attiva alla ricostruzione della marina reale, e il 1 settembre 1952 fu elevato al grado di contrammiraglio assumendo il comando della Marina a Willemsoord. Ricoprì tale incarico fino alla data del suo pensionamento, avvenuto nel 1956. Si spense a Waalre il 14 marzo 1987.

## Onorificenze

### Onorificenze olandesi
- Oorlogsherinneringskruis
- Ereteken voor langdurige dienst als officier

### Annotazioni
1. ↑  Futuro comandante dell'incrociatore leggero Java durante la Battaglia dello Stretto di Badung e quella del Mare di Giava contro la marina imperiale giapponese nel 1942.

### Fonti
1. ↑  Lenton 1967, p. 84.
2. ↑  Lenton 1967, p. 85.
3. 1 2  Couhat 1971, p. 69.
4. ↑  Lenton 1967, p. 49.